# Servicio Nacional de Fronteras
El Servicio Nacional de Fronteras, también llamado SENAFRONT (acrónimo del Servicio Nacional de Fronteras), es una rama de la Fuerza Pública Panameña, responsable de llevar a cabo las operaciones terrestres a nivel nacional. Su función principal es la de resguardar las fronteras terrestres y fluviales panameñas, así como otras funciones inherentes a la Policía Nacional en los poblados fronterizos del país. El Servicio Nacional de Fronteras es una institución policial especializada que es legalmente constituida mediante el Decreto Ley No. 8 del 20 de agosto de 2008. En la actualidad, esta institución cuenta con un acuartelamiento aproximado de 6,000 efectivos. 
El SENAFRONT está adscrito y depende administrativamente del Ministerio de Seguridad Pública, que es dirigido por el Órgano Ejecutivo. Esta institución se encarga de custodiar y mantener el control efectivo de las fronteras de Panamá con Colombia y las fronteras de Panamá con Costa Rica, naturalmente por los medios terrestres y fluviales, con el fin de prevenir y detener a grupos narcoguerrilleros, bandas delincuenciales y grupos humanos no autorizados que crucen las fronteras hacia territorio panameño y fuera de este.

## Historia

### Antecedentes

Mapa de la frontera entre Panamá y Colombia.

Debido a la nula presencia de las autoridades panameñas en sus fronteras con Colombia y Costa Rica en la década de los 90 y el enfoque de los gobiernos hacia temas de mayor relevancia del estado panameño, se descuidan las fronteras de Panamá, cosa que las organizaciones paramilitares y narcoguerrilleras como las FARC, aprovecharon rápidamente, y se dan los primeros ataques a los puestos policiales panameños de la frontera entre Panamá y Colombia, en la provincia de Darién.[cita requerida] Tras estos ataques y la introducción de estas organizaciones paramilitares provenientes de Colombia en territorio panameño, hizo que el estado empezara a prestarle mas atención a sus fronteras, por lo que se fueron creando varias instituciones que buscaban tratar de afrontar la seguridad fronteriza de Panamá, tales como el Servicio Especial de Fronteras en el año 1993, la Unidad Táctica de Reconocimiento y Combate en el año 1997, el "DARKUN" en el año 2000 y la Dirección Nacional de Fronteras en 2005, sin embargo, estas instituciones no fueron muy eficaces, y las organizaciones paramilitares y narcoguerrilleras seguían introduciéndose en territorio Panameño.

### Creación
El 20 de agosto del año 2008, durante el gobierno del presidente Martin Torrijos, se crea el Servicio Nacional de Fronteras, por medio del Decreto Ley n.° 8 del Órgano Ejecutivo, este mismo especifica que será una institución policial especializada en el ámbito fronterizo, que sera de carácter permanente y también uno de los componentes de las Fuerzas Públicas. Con el objetivo de hacerle frente a las organizaciones paramilitares y narcoguerrilleras que se introducían en territorio panameño, el Servicio Nacional de Fronteras empieza a funcionar con unos 1,900 efectivos y se empiezan a hacer incursiones a las selvas de la provincia de Darién, donde se encontraban la mayoría de estos grupos paramilitares, como el frente 57 de las FARC, así mismo se establece un control fronterizo tanto en la frontera de Panamá con Colombia como en la frontera de Panamá con Costa Rica.

## Autoridades
El Servicio Nacional de Fronteras está encabezado por un Director general y el mismo es elegido por el presidente de la república de Panamá, inferior al Director le siguen el Subdirector general y el Inspector general.
Autoridades del Servicio Nacional de Fronteras:
| Cargo | Cargo                | Titular                             | Foto | En el cargo desde   |
| ----- | -------------------- | ----------------------------------- | ---- | ------------------- |
|       | Director General     | Comisionado Jorge Luis Gobea Trejos |      | 22 de Junio de 2023 |
|       | Sub Director General | Comisionado Larry Solís Velásquez   |      | 31 de Julio de 2024 |

## Estructura Orgánica
La jefatura mas alta del Servicio Nacional de Fronteras esta compuesta por el Director General y el Subdirector General de la institución, en conjunto con el inspector general, los departamentos y direcciones de asesoramiento.

### Departamentos
La institución cuenta actualmente con los siguientes departamentos:
- Secretaria Ejecutiva
- Departamento de Asesoría Legal
- Departamento de Asuntos Internos
- Departamento de Asuntos Internacionales
- Departamento Protocolo y Ceremonial
- Departamento de Armería

### Direcciones
La institución cuenta actualmente con doce direcciones:
- Dirección Nacional de Recursos Humanos
- Dirección Nacional de Inteligencia
- Dirección Nacional de Operaciones
- Dirección Nacional de Finanzas
- Dirección Nacional de Generales
- Dirección Nacional de Telemática
- Dirección Nacional de Transporte
- Dirección Nacional de Infraestructura
- Dirección Nacional de Docencia
- Dirección Nacional de Seguridad Ciudadana
- Dirección Nacional de Bienestar Laboral
- Dirección Nacional de Planificación y Desarrollo Estratégico

## Organización
El Servicio Nacional de Fronteras actualmente está organizado en brigadas, batallones y agrupaciones de fuerzas especiales, desplegados a lo largo del territorio panameño, los cuales siete batallones son de combate y un batallón es de logística. En forma general, las unidades del Servicio Nacional de Fronteras se organizan de forma en que solo se encargan de la custodia de la frontera de Panamá con Costa Rica y la frontera de Panamá con Colombia.

### División Operativa
El Servicio Nacional de Fronteras se divide en cinco agrupaciones de brigadas principales:
| Brigada | Brigada                              | Ubicación | Fecha de creación |
| ------- | ------------------------------------ | --------- | ----------------- |
|         | Primera Brigada Oriental             | Darién    | 2020              |
|         | Segunda Brigada Caribe               | Narganá   | 2016              |
|         | Tercera Brigada Panamá Este          | Panamá    | 2020              |
|         | Cuarta Brigada Occidental            | Progreso  | 2020              |
|         | Quinta Brigada de Fuerzas Especiales | Darién    | 2009              |

#### Primera Brigada Oriental
Custodia la frontera con Colombia y se divide en seis batallones:
| Unidad                         | Ubicación             | Fecha de creación |
| ------------------------------ | --------------------- | ----------------- |
| Batallón Fluvial Sambú         | Distrito de Chepigana | 2011              |
| Batallón Central               | Distrito de Pinogana  | 2007              |
| Batallón Pacifico              | Distrito de Chepigana | 2008              |
| Batallón Gral. José de Fábrega | Distrito de Chepigana | 2011              |
| Batallón de Apoyo y Servicio   | Darién                | 2008              |
| Batallón Chucunaque            | Lajas Blancas         | 2008              |

#### Segunda Brigada Caribe
Custodia las fronteras desde la costa del Caribe con Colombia y se divide en cuatro batallones:
| Unidad                       | Ubicación | Fecha de creación |
| ---------------------------- | --------- | ----------------- |
| Batallón Nargana             | Guna Yala | 2008              |
| Batallón Ustupu              | Guna Yala | 2008              |
| Batallón Puerto Obaldía      | Guna Yala | 2008              |
| Batallón de Apoyo y Servicio | Guna Yala | 2008              |

#### Tercera Brigada Panamá Este
Custodia las fronteras desde la provincia de panamá y se divide en tres batallones:
| Unidad                       | Ubicación | Fecha de creación |
| ---------------------------- | --------- | ----------------- |
| Batallón Chepo               | Panamá    | 2020              |
| Batallón Tortí               | Panamá    | 2020              |
| Batallón de Apoyo y Servicio | Panamá    | 2020              |

#### Cuarta Brigada Occidental
Custodia las fronteras con Costa Rica y se divide en cuatro batallones:
| Unidad                                | Ubicación | Fecha de creación |
| ------------------------------------- | --------- | ----------------- |
| Batallón de Apoyo y Servicio          | Chiriquí  | 2020              |
| Batallón Subteniente Aurelio Serracín | Chiriquí  | 2020              |
| Batallón Coronel Tomás Armuelles      | Chiriquí  | 2020              |
| Batallón Guabito                      | Guabito   | 2017              |

#### Quinta Brigada de Fuerzas Especiales
Son las encargadas de brindar apoyo a las diferentes unidades:
| Unidad                                                 | Ubicación | Fecha de creación |
| ------------------------------------------------------ | --------- | ----------------- |
| Batallón de Fuerzas Especiales                         | Darién    | 2008              |
| Unidad de Botes Especiales                             | Darién    | 2008              |
| Fuerza de Reacción Inmediata Contra el Narcoterrorismo | Darién    | 2008              |
| Grupo de Reacción Motorizado                           | Darién    | 2008              |
| Unidad de Respuesta Inmediata/Búsqueda y Rescate       | Darién    | 2008              |
| Unidad Canina                                          | Darién    | 2008              |

## Entrenamiento
Los agentes del Servicio Nacional de Fronteras naturalmente reciben capacitación del Ejército de Estados Unidos y de las Fuerzas militares Colombianas para poder combatir el narcotráfico y para poder hacerle frente a organizaciones narcoguerrilleras como las FARC y a bandas delincuenciales.

## Grados
Los grados o rangos del Servicio Nacional de Fronteras son reglamentados por el Decreto Ley 8 de 20 de agosto de 2008, el cual dice que los grados o rangos serán concedidos estrictamente por la escala jerárquica establecida en la misma, puede ser o por antigüedad o por mérito. Los grados o rangos serán adquiridos de forma permanente y solo puede perderse en los casos de:
- Ascenso
- Destitución
- Renuncia

Los grados o rangos del Servicio Nacional de Fronteras se ordenan o se clasifican por niveles de autoridad:
| № | Nivel                 | Grado/Rango         |
| - | --------------------- | ------------------- |
| 1 | Básico                | Agente              |
| 1 | Básico                | Cabo Segundo        |
| 1 | Básico                | Cabo Primero        |
| 2 | Suboficiales          | Sargento Segundo    |
| 2 | Suboficiales          | Sargento Primero    |
| 3 | Oficiales Subalternos | Subteniente         |
| 3 | Oficiales Subalternos | Teniente            |
| 3 | Oficiales Subalternos | Capitán             |
| 4 | Oficiales Superiores  | Mayor               |
| 4 | Oficiales Superiores  | Subcomisionado      |
| 4 | Oficiales Superiores  | Comisionado         |
| 5 | Directivo             | Subdirector General |
| 5 | Directivo             | Director General    |

## Identidad Institucional

### Escudo
El Escudo del Servicio Nacional de Fronteras consiste en un mapa de la República de Panamá de color verde oscuro y sus fronteras con Costa Rica y Colombia, en el mapa se ve escrito con color negro las letras que forman la palabra "PANAMA" mientras sobre el mapa sobrevuela el águila arpía en posición de ataque, todo esto en medio de tres franjas grandes que cubren el fondo con los colores de la bandera nacional de Panamá, rojo, blanco, y azul. En la parte superior e inferior de las tres franjas hay complementos de color dorado, en el complemento superior escrito en color negro dice "SERVICIO NACIONAL DE FRONTERAS" y en el complemento inferior también escrito en color negro dice "DIOS Y PATRIA".

### Bandera
La Bandera del Servicio Nacional de Fronteras consiste en un color otoño marrón y en el medio esta el escudo del Servicio Nacional de Fronteras, en la parte inferior al escudo, escrito en color dorado dice "PANAMA", y en la parte superior al escudo, también en dorado dice "SERVICIO NACIONAL DE FRONTERAS".

## Uniformes

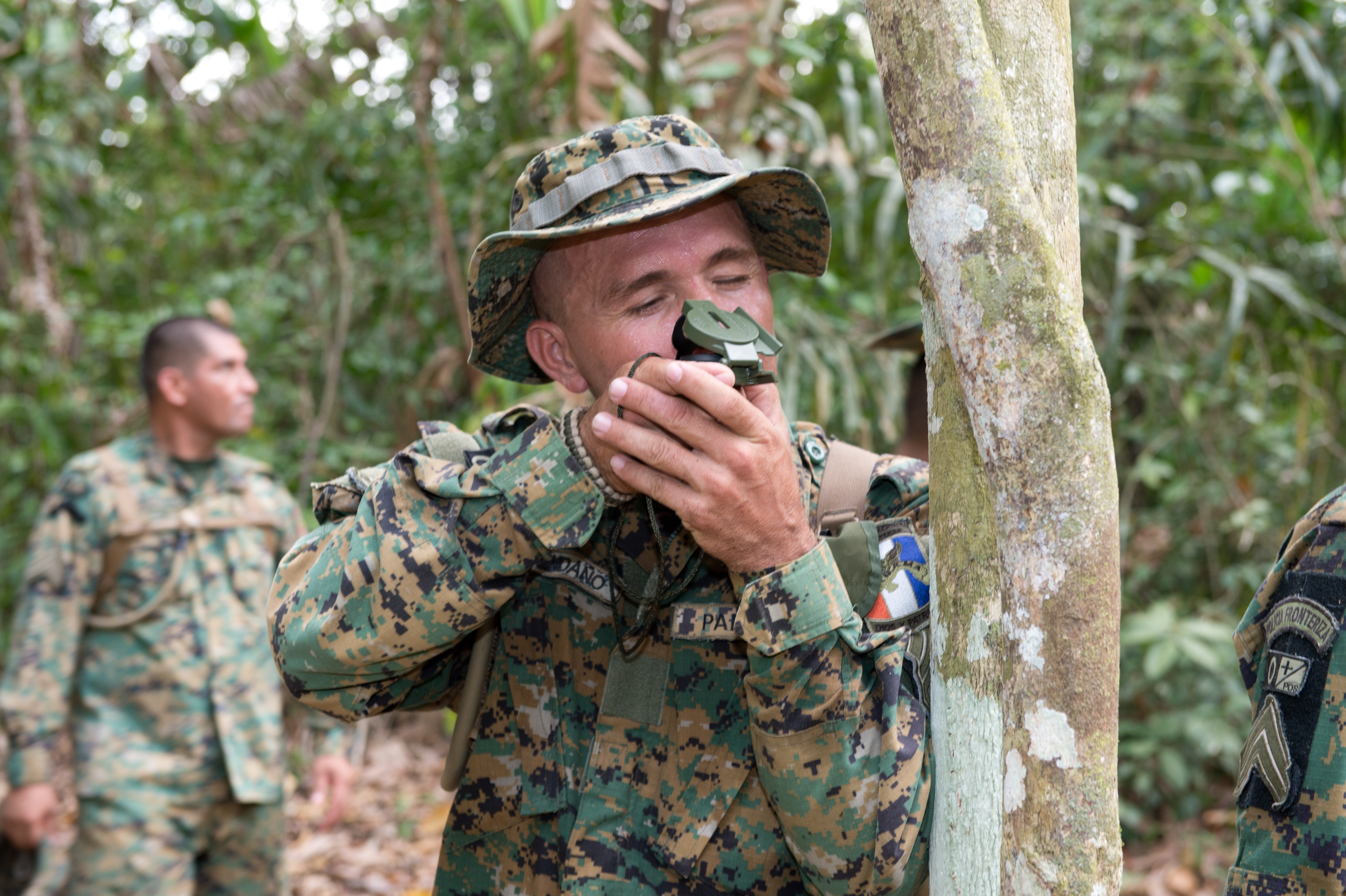
Efectivo con uniforme del Servicio Nacional de Fronteras.

Los uniformes que usan los miembros del Servicio Nacional de Fronteras los provee la propia institución, así también la institución les provee del equipo básico que deban portar durante su labor. Los uniformes van variando dependiendo de los grados que tienen los efectivos dentro de la institución, así mismo los uniformes deberán portar el rango y el nombre dependiendo de la función que tengan. La institución da 3 tipos de uniformes inicialmente cuando se unen los efectivos:
- Los Uniformes de tipo Regular
- Los Uniformes de tipo Fatiga o de Faena
- Los Uniformes de tipo Gala y Etiqueta

## Armamento

### Equipamiento

#### Pistolas
- Glock 17 Pistola Semiautomática 9x19mm  Austria

#### Subfusil
- CZ Scorpion Evo 3 Subfusil  República Checa 9x19mm

#### Fusiles de asalto
- Colt M16A2 y A4 Fusil de Asalto  Estados Unidos 5.56x45mm
- Colt M4 y M4A1 Carabina  Estados Unidos 5.56x45mm
- AK-103 Fusil de Asalto  Rusia 7,62 × 39 mm
- IWI Galil ACE Carabina  Colombia 5,56 x 45 OTAN
- AKMS Fusil de Asalto  Unión Soviética 7.62x39mm

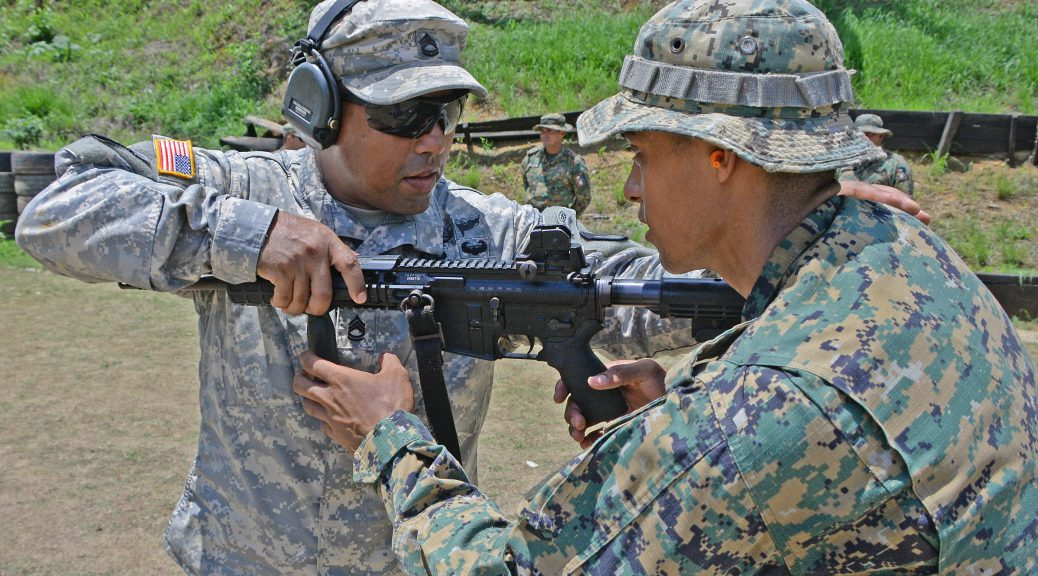
Unidad del SENAFRONT portando una M4A1 recibiendo entrenamiendo por soldado estadounidense

- AMD-65 Carabina  Hungría 7.62x39mm

#### Fusiles de francotirador
- Dragunov SVD Fusil de Francotirador  Unión Soviética 7.62x54mm
- Fusil M40A5 Fusil de Francotirador  Estados Unidos 7,62 x 51 OTAN
- Barrett M82 Fusil de Francotirador  Estados Unidos 12,7 x 99 OTAN

#### Ametralladoras
- FN Minimi Ametralladora ligera  Bélgica 5,56 x 45 OTAN
- M249 Ametralladora ligera  Estados Unidos 5,56 x 45 OTAN

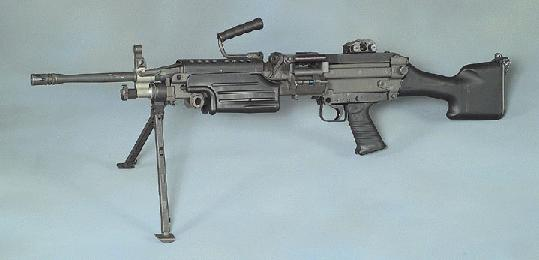
M249 utiliza por el SENAFRONT.

- M249 utiliza por el SENAFRONT.FN MAG Ametralladora de Propósito General  Bélgica 7.62x51mm
- Ametralladora M60 Ametralladora de Propósito General  Estados Unidos 7.62x51mm
- PKM Ametralladora de Propósito General  Unión Soviética 7.62x54mm
- Browning M1919A4 Ametralladora Media  Estados Unidos 7.62x51mm
- Browning M2HB Ametralladora Pesada/Estacionaria  Estados Unidos 12.7x99mm

#### Cohetes y lanzagranadas
- Colt M203 Lanzagranadas  Estados Unidos 40mm
- RPG-18 Granada Propulsada por Cohete  Unión Soviética
- RPG-7 Granada Propulsada por Cohete  Unión Soviética

### Artillería

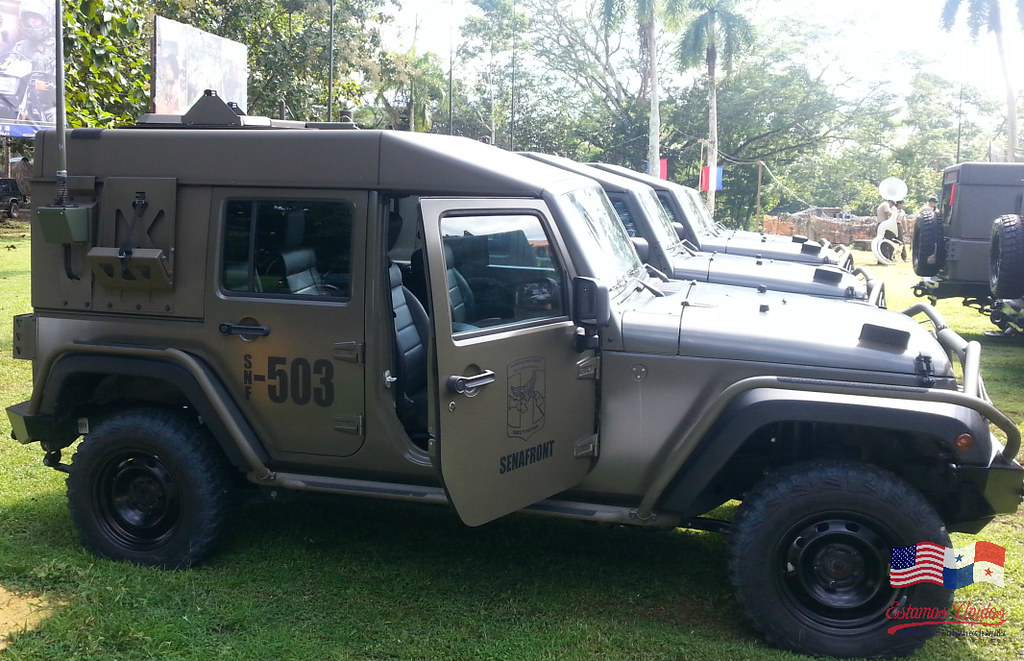
Jeep J8 vehículos utilizados por el SENAFRONT.

#### Morteros
- Mortero M30  Estados Unidos 107mm
- Mortero Soltam  Israel 60mm
- Mortero M19  Estados Unidos 60mm

### Vehículos
- Humvee (HMMWV) -Vehículo de Alta Movilidad Multipropósito(estos se encuentran fuera de servicio) -  Estados Unidos
- Jeep J8 Artillado BPV -Vehículo de Patrullaje de Frontera 83-100 actualmente  Estados Unidos

## Véase También
- Fuerzas Públicas de Panamá
- Ministerio de Seguridad Pública
- Gobierno de Panamá
- Anexo:Directores Generales del Servicio Nacional de Fronteras